# آنلی اندلن
آنلی اندلن (انگلیسی: Anneli Andelén؛ زادهٔ ۲۱ ژوئن ۱۹۶۸) بازیکن فوتبال اهل سوئد است.

وی همچنین در تیم ملی فوتبال زنان سوئد بازی کرده‌است.